# Архіпелаг Бісмарка
Бі́смарка архіпела́г — група островів у Тихому океані біля берегів острова Нова Гвінея, належить до Папуа Нової Гвінеї.
Складається з островів Нова Британія, Нова Ірландія і ряду дрібних островів вулканічного і коралового походження.
Площа бл. 49 700 км², населення 314 тис. чоловік (1980). Багато вулканів — діючі. Найвища точка — вулкан Улавун, 2300 м. Клімат екваторіальний. Вологі, тропічні ліси. Вирощуються кукурудза, банани, цукрова тростина, кокосові пальми. Основні народи меланезійці та папуаси.
Головне місто і порт — Рабаул (на острові Нова Британія).

## Історія
Архіпелаг Бісмарка був заселений людьми ще в доісторичні часи. Археологічні дані свідчать, що перші мешканці з'явилися тут понад 30 000 років тому. Ці ранні поселенці належали до групи папуаських народів, що поширилися на численні острови архіпелагу. Близько 3 300 років тому на території з'явилися представники лапітської культури — предки сучасних австронезійських народів, які принесли з собою нові технології, зокрема кераміку та землеробство.
Упродовж століть архіпелаг був частиною регіональних торговельних шляхів і мав стійкі зв’язки з іншими частинами Меланезії та Океанії. Європейці вперше досягли архіпелагу у XVII столітті — серед них були іспанські та голландські мореплавці.
У другій половині XIX століття архіпелаг став об’єктом інтересу Німецької імперії. У 1884 році Німеччина оголосила про встановлення протекторату над північно-східною частиною острова Нова Гвінея і прилеглими островами, включно з архіпелагом Бісмарка. Німці активно розвивали плантаційне господарство, насаджуючи вирощування копри, кави та інших сільськогосподарських культур. Назву «Архіпелаг Бісмарка» було надано на честь німецького канцлера Отто фон Бісмарка.
Під час Першої світової війни архіпелаг був окупований австралійськими військами. Після війни Ліга Націй передала ці території Австралії як мандатну територію.
У роки Другої світової війни архіпелаг став ареною запеклих боїв між силами Японії та союзників, особливо у ході кампаній 1942–1945 років. Японія окупувала значну частину території, але згодом союзники відбили її у серії морських та наземних операцій.
Після війни архіпелаг знову перебував під контролем Австралії в рамках підопічної території ООН, аж до набуття незалежності Папуа Новою Гвінеєю в 1975 році. Відтоді архіпелаг є частиною незалежної держави й має значення як історичний, етнокультурний та економічний регіон.

## Населення
- 1955 — 141 700
- 1966 — 218 000
- 1980 — 314 000